# Acolasis subvaria
Coenipeta subvaria là một loài bướm đêm trong họ Erebidae.